# Alexandre de Rhodes
Alexandre de Rhodes, francoski jezuitski misijonar in jezikoslovec, * 15. marec 1591, Avignon, Francija, † 5. november 1660, Isfahan, Perzija.
Rhodes je najbolj znan po dejstvu, da je sestavil Quốc Ngữ, abecedo, ki temelji na latinici in je še danes v uporabi za zapis vietnamščine.